# Театр Суходольских
Теа́тр Суходо́льских (Московский драматический театр, Драматический театр Суходольских) — название театра В. П. Суходольского, открытого в Москве в 1914 году и просуществовавшего в течение 5 лет.

## История
«Драматический театр Суходольских» был организован В. П. и Е. М. Суходольскими вскоре после ликвидации «Свободного театра». Открытие «Театра Суходольских» состоялось 16 сентября 1914 года в здании театра сада «Эрмитаж» Я. В. Щукина.
Театр Суходольских изначально заявлялся как «театр актёрских индивидуальностей», ориентирующийся преимущественно на классическую комедию. В разное время труппу театра составляли актёры М. М. Блюменталь-Тамарина, Н. М. Радин, Е. А. Полевицкая, И. И. Мозжухин, И. Н. Певцов, В. В. Максимов, режиссёры А. А. Санин, И. Ф. Шмидт, А. Л. Загаров, Н. А. Попов и другие.
В перечне постановок:
«Последняя жертва» А. Н. Островского, «Женитьба» Н. В. Гоголя, «Укрощение строптивой» У. Шекспира, «Пигмалион» Б. Шоу, «Странный человек» М. Ю. Лермонтова (мировая премьера), «Павел I» Д. С. Мережковского, «Смерть Тарелкина» А. В. Сухово-Кобылина, «Пиквикский клуб» по Ч. Диккенсу.
В 1919 году театр был закрыт.